# Na inat
Chansons représentant la Bulgarie au Concours Eurovision de la chanson
Angel si ti
(2010) Love Unlimited
(2012)
Na inat (en bulgare На инат, en français En dépit) est la chanson représentant la Bulgarie au Concours Eurovision de la chanson 2011. Elle est interprétée par Poli Guénova.

## Sélection
Après un appel de la BNT, 23 chansons sont retenues pour être soumises à un vote ; cependant quatre sont retirées avant l'émission en raison d'infractions aux règles du concours. Le vote est à moitié un télévote, à moitié par un jury de professionnels. Na inat est retenue à la fin de l'émission, en arrivant en tête chez les téléspectateurs et le jury.

## Eurovision
La chanson participe d'abord à la deuxième demi-finale le jeudi 12 mai 2011. Elle est la dixième de la soirée, suivant San ángelos s'agápisa interprétée par Chrístos Mylórdos pour Chypre et précédant Rusinka interprétée par Vlatko Ilievski pour la Macédoine.
À la fin des votes, elle obtient 48 points et finit à la 12e place sur dix-neuf participants. Elle n'est pas qualifiée pour la finale.

### Points attribués à la Bulgarie
| 12 points  | 10 points                         | 8 points | 7 points              | 6 points                                 |
| ---------- | --------------------------------- | -------- | --------------------- | ---------------------------------------- |
|            | - Chypre - Italie                 |          |                       |                                          |
| 5 points   | 4 points                          | 3 points | 2 points              | 1 point                                  |
| - Moldavie | - Danemark - Allemagne - Slovénie | - France | - Autriche - Pays-Bas | - Belgique - Irlande - Macédoine - Suède |